# Lophopyxidaceae
Lophopyxidaceae is een botanische naam, voor een familie van tweezaadlobbige planten. Een familie onder deze naam wordt de laatste decennia af en toe erkend door systemen voor plantentaxonomie: veelal worden deze planten ingedeeld bij de familie Celastraceae.
De familie wordt niet erkend door het APG-systeem (1998), maar wel door het APG II-systeem (2003). Het gaat dan om een kleine familie van één of twee soorten, bestaande uit lianen in tropisch Zuidoost-Azië.